# خطوط آسيانا الجوية الرحلة 991
خطوط آسيانا الجوية الرحلة 991 هي رحلة طيران كورية من سول إلى شانغهاي في 28 يوليو 2011 وكانت تحمل علي متنها 2 من أفراد الطاقم وفجأة فوجئ الطيار ومساعده بما راوه بعينهم نشب حريق أثناء رحلتها وعطلت جميع معدات التحكم والأجهزة الإلكترونية وليست أول طائرة ينشب حريق أثناء رحلتها ففي 2 سبتمبر 1998 نشب حريق في قمرة القيادة في سويسرا للطيران الرحلة 111 أثناء رحلتها من نيويورك إلى جنيف أثناء تحليقها فوق سواحل كندا ومات جميع الركاب والطاقم البالغ عددهم 229 شخصا علي متن الطائرة السويسرية.